# 張國昌
張國昌（英語：Howard Cheung Kwok-cheong，1981年8月1日—），香港民主派政治人物，前香港東區區議會南豐選區議員。

## 從政
時任東區區議會南豐選區區議員，民主黨成員梁淑楨因嚴重中風，連續三次未得區議會同意下缺席區議會大會，根據《區議會條例》規定，區議員倘未得到區議會同意，而連續2次缺席區議會大會，就會即時喪失議員資格。補選於2014年5月18日舉行，張國昌以梁淑楨議員助理的身份參選並以2,383票擊敗民建聯李清霞的1,494票。
2015年區議會選舉，除了張國昌爭取連任外，亦有南區委任議員楊默轉戰本選區，同時新青年聯盟李澤深參選爭奪本區議席。由於新青年聯盟六個參選選區上屆的勝負都在幾個百分點內，而且用上黃絲帶標誌，被指是假「傘兵」鎅走泛民選票，其間李被《壹週刊》揭發疑似收錢出選。張以3,343票、73%得票率大比數擊敗楊、李二人，當中李更只得42票。
2019年11月24日，張國昌在當屆的區議會選舉中以4,315票擊敗獲2,275票的經民聯王詩展，成功連任。2021年3月，張國昌宣佈因家庭理由退出民主黨。2021年7月15日，張國昌辭任區議員席位。

### 歷屆選舉結果
| 政党   | 政党   | 候选人    | 票数  | %     | ±      |
| ------ | ------ | --------- | ----- | ----- | ------ |
|        | 經民聯 | 1. 王詩展 | 2,275 | 34.52 | 不適用 |
|        | 民主黨 | 2. 張國昌 | 4,315 | 65.48 | ▼7.72‬  |
| 多数票 | 多数票 | 多数票    | 2,040 | 30.96 | ▼16.36 |

| 政党   | 政党       | 候选人    | 票数  | %     | ±      |
| ------ | ---------- | --------- | ----- | ----- | ------ |
|        | 社區18     | 1. 楊默   | 1,182 | 25.88 | 不適用 |
|        | 新青年聯盟 | 2. 李澤深 | 42    | 0.92  | 不適用 |
|        | 民主黨     | 3. 張國昌 | 3,343 | 73.20 | ▲11.37 |
| 多数票 | 多数票     | 多数票    | 2,161 | 47.32 | ▲24.38 |

| 政党   | 政党   | 候选人    | 票数  | %     | ±      |
| ------ | ------ | --------- | ----- | ----- | ------ |
|        | 民主黨 | 1. 張國昌 | 2,383 | 61.47 | ▲9.32  |
|        | 民建聯 | 2. 李清霞 | 1,494 | 38.53 | 不適用 |
| 多数票 | 多数票 | 多数票    | 889   | 22.94 | ▲13.70 |

## 資料來源與註釋
1. ↑  . 蘋果日報. 2014-05-27  [2021-03-17]. （原始内容存档于2019-12-07）. 参数|newspaper=与模板{{cite web}}不匹配（建议改用{{cite news}}或|website=） (帮助)
2. ↑  . now新聞. 2014-05-19  [2021-03-17]. （原始内容存档于2020-11-27）.
3. ↑  . 蘋果日報. 2014-05-19  [2021-03-17]. （原始内容存档于2020-08-13）.
4. ↑  . 頭條日報. 2019年11月25日  [2021-03-17]. （原始内容存档于2021-08-01）.
5. ↑  吳倬安. . 香港01. 2021-03-25  [2021-03-26]. （原始内容存档于2021-07-15）.
6. ↑  . 頭條日報. 2021-07-15  [2021-08-18]. （原始内容存档于2021-07-16）.

## 外部連結
- 張國昌 CHEUNG Kwok Cheong- 民主黨（页面存档备份，存于）
- 東區區議會- 東區區議會議員資料 張國昌先生（页面存档备份，存于）
- 東區區議會- 東區區議會議員資料 張國昌先生（页面存档备份，存于）

- 張國昌的Facebook專頁

| 議會席位      | 議會席位                                              | 議會席位 |
| ------------- | ----------------------------------------------------- | -------- |
| 前任： 梁淑楨 | 東區區議會 南豐選區區議員 2014年5月19日—2021年7月14日 | 空缺     |